# Johan Blomberg
Johan Lars Blomberg (Lund, 14 giugno 1987) è un ex calciatore svedese, di ruolo centrocampista.

## Carriera
Ha svolto tutta la trafila delle giovanili nel vivaio del Lunds BK, squadra della sua città di origine. Proprio con il Lunds BK ha mosso i primi passi all'infuori del settore giovanile, mettendosi in luce in quarta serie nel 2008.
L'anno successivo è passato all'Ängelholm, in Superettan, dove inizialmente è partito spesso dalla panchina. Nel corso della stagione 2011 è riuscito a ritagliarsi stabilmente un posto da titolare. A fine campionato la squadra è arrivata terza, ma ha mancato la promozione nella massima serie dopo il doppio confronto contro il Syrianska.
Con il passaggio all'Halmstad, nel 2012 Blomberg è riuscito a ottenere la promozione in Allsvenskan, giocando da titolare tutti e 29 gli incontri da lui disputati in campionato quell'anno. Nell'Allsvenskan 2014 è stato il terzo miglior marcatore della sua squadra, con 7 reti realizzate.

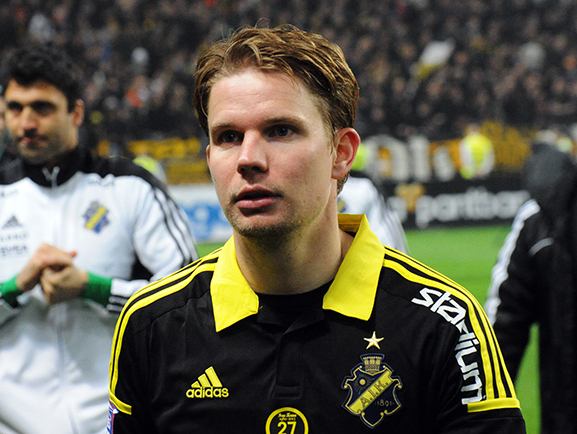
Blomberg nel 2015 all'AIK

Al termine del torneo 2014 è stato reso noto il suo passaggio ufficiale all'AIK, con un contratto valido per tre anni a partire dal 1º gennaio 2015. Anche durante questo triennio, nonostante fosse approdato in una squadra che si è sempre classificata fra i primi tre posti della classifica, Blomberg ha comunque giocato titolare gran parte delle partite.
A partire dal 2018 ha giocato negli Stati Uniti, ingaggiato dai Colorado Rapids, dove è rimasto per un anno e mezzo prima di rientrare in Svezia con il prestito al GIF Sundsvall, formazione che in quel momento occupava l'ultimo posto in classifica dell'Allsvenskan 2019 ma che a fine stagione non è comunque riuscita a evitare la retrocessione. Nonostante ciò, Blomberg – nel frattempo rimasto svincolato – ha seguito il GIF Sundsvall anche nel campionato di Superettan firmando un contratto biennale, anche se poi ha lasciato la squadra con un anno di anticipo.
Il 31 gennaio 2021 Blomberg è stato ingaggiato dal Trelleborg – altra squadra del campionato di Superettan – a fronte di un accordo biennale, al termine del quale ha lasciato il club.
Nel settembre 2023, in occasione di un'intervista, ha annunciato il suo ritiro dal calcio giocato.